# Tour de Suisse 1957
Die 21. Tour de Suisse fand vom 12. bis 19. Juni 1957 statt. Sie führte über acht Etappen und eine Gesamtdistanz von 1567,6 Kilometern.
Gesamtsieger wurde der Italiener Pasquale Fornara; es war sein dritter Sieg bei der Tour. Die Rundfahrt startete in Zürich mit 66 Fahrern, von denen 45 Fahrer ins Ziel – ebenfalls in Zürich – kamen.

## Etappen
| Etappe      | Tag      | Start – Ziel              | km         | Etappensieger                                      | Gesamtwertung    |
| ----------- | -------- | ------------------------- | ---------- | -------------------------------------------------- | ---------------- |
| 1. Etappe   | 12. Juni | Zürich – Thalwil          | 223        | Max Schellenberg                                   | Max Schellenberg |
| 2. Etappe   | 13. Juni | Thalwil – Basel           | 215        | Ernst Traxel                                       | Max Schellenberg |
| 3. Etappe   | 14. Juni | Basel – La Chaux-de-Fonds | 196        | Stefano Gaggero                                    | Pasquale Fornara |
| 4. Etappe   | 15. Juni | La Chaux-de-Fonds – Bern  | 213        | Edgard Sorgeloos                                   | Pasquale Fornara |
| 5. Etappe A | 16. Juni | Bern – Bern               | 14,6 (MZF) | Pasquale Fornara Raphaël Géminiani Erwin Schweizer | Pasquale Fornara |
| 5. Etappe B | 16. Juni | Bern – Luzern             | 103        | Roger Van Damme                                    | Pasquale Fornara |
| 6. Etappe   | 17. Juni | Luzern – Lugano           | 207        | Rolf Graf                                          | Pasquale Fornara |
| 7. Etappe   | 18. Juni | Lugano – Vaduz            | 204        | Colombo Cassano                                    | Pasquale Fornara |
| 8. Etappe   | 19. Juni | Vaduz – Zürich            | 192        | Heinz Müller                                       | Pasquale Fornara |